# Wallsend (metropolitana del Tyne and Wear)
Wallsend è una stazione della linea Gialla della metropolitana del Tyne and Wear.

## Servizi
La stazione dispone di:
- Accessibilità per portatori di handicap
- Emettitrice automatica biglietti

## Curiosità
La stazione di Wallsend è l'unica struttura pubblica in Gran Bretagna ad avere la segnaletica bilingue in latino. Questa scelta è dovuta al fatto che la stazione di Wallsend si trova nelle vicinanze del punto in cui il Vallo di Adriano terminava, ovvero presso il castrum di Segedunum.
Nella stazione inoltre si trovano una serie di fotografie rappresentanti negozi e servizi locali, le quali sono state modificate digitalmente in modo da avere i nomi in latino. Questa installazione è un progetto di arte pubblica di Michael Pinsky del 2003 intitolato "Pontis".
Wallsend è una delle poche stazioni in Inghilterra ad avere la segnaletica bilingue; le altre stazioni sono Southall (che ha la segnaletica in punjabi), Hereford (in gallese), St Pancras International, Ebbsfleet Int'l e Ashford Int'l (quest'ultime tutte in francese).